# Larissa Iapichino
Larissa Iapichino (* 18. Juli 2002 in Borgo San Lorenzo) ist eine italienische Leichtathletin, die sich auf den Weitsprung spezialisiert hat. 2025 wurde sie in dieser Disziplin in Apeldoorn Halleneuropameisterin.

## Sportliche Laufbahn
Erste internationale Erfolge erzielte Larissa Iapichino im Jahr 2018, als sie bei den U18-Europameisterschaften in Győr mit einer Weite von 6,12 m den siebten Platz belegte. Im Jahr darauf siegte sie dann bei den U20-Europameisterschaften im schwedischen Borås mit 6,58 m. Im Februar 2021 sprang sie bei den Italienischen Hallenmeisterschaften in Ancona auf 6,91 m und stellte damit einen neuen U20-Hallenweltrekord auf und verbesserte damit die bisherige Bestmarke der Deutschen Heike Drechsler aus dem Jahr 1983 um drei Zentimeter. Anschließend gelangte sie bei den Halleneuropameisterschaften in Toruń bis in das Finale, in dem sie mit 6,59 m den fünften Platz belegte. Aufgrund einer Verletzung verpasste sie die Olympischen Spiele in Tokio und im Jahr darauf belegte sie bei den Hallenweltmeisterschaften in Belgrad mit 6,57 m den zehnten Platz. Im Juli verpasste sie bei den Weltmeisterschaften in Eugene mit 6,60 m den Finaleinzug und anschließend belegte sie bei den Europameisterschaften in München mit 6,62 m den fünften Platz. 2023 verbesserte sie bei den Halleneuropameisterschaften in Istanbul den italienischen Hallenrekord auf 6,97 m und sicherte sich damit die Silbermedaille hinter der Britin Jazmin Sawyers. Zuvor siegte sie mit 6,45 m bei den U23-Mittelmeer-Hallenmeisterschaften in Valencia. Anfang Juni siegte sie mit 6,79 m bei der Golden Gala Pietro Mennea und anschließend wurde sie bei der 1. Liga der Team-Europameisterschaft im Zuge der Europaspiele in Chorzów mit 6,66 m Zweite und sicherte sich damit ligenübergreifend die Bronzemedaille hinter der Serbin Milica Gardašević und Hilary Kpatcha aus Frankreich. Im Juli siegte sie mit 6,69 m bei der Bauhaus-Galan und siegte anschließend mit 6,93 m bei den U23-Europameisterschaften in Espoo. Kurz darauf siegte sie mit 6,95 m beim Herculis in Monaco und belegte dann bei den Weltmeisterschaften in Budapest mit 6,82 m im Finale den fünften Platz. Im Jahr darauf belegte sie bei den Hallenweltmeisterschaften in Glasgow mit 6,69 m den siebten Platz. Im Juni gewann sie dann bei den Europameisterschaften in Rom mit 6,94 m die Silbermedaille hinter der Deutschen Malaika Mihambo. Anschließend siegte sie mit 6,82 m beim Meeting de Paris und wurde beim London Athletics Meet mit 6,70 m Dritte. Im August verpasste sie bei den Olympischen Sommerspielen in Paris mit 6,87 m im Finale als Vierte eine Medaille und daraufhin siegte sie mit 6,80 m beim Memorial Van Damme und sicherte sich damit den Gesamtsieg der Diamond League.
2025 siegte sie bei den Halleneuropameisterschaften in Apeldoorn mit 6,94 m.
In den Jahren von 2020 bis 2022 wurde Iapichino italienische Meisterin im Weitsprung im Freien sowie 2021 und von 2023 bis 2025 in der Halle.

## Persönliches
Larissa Iapichino ist die Tochter des ehemaligen Stabhochspringers Gianni Iapichino und der zweifachen Weltmeisterin im Weitsprung Fiona May.